# Gran Premi de Singapur del 2012
El Gran Premi de Singapur de Fórmula 1 de la temporada 2012 s'ha disputat al Circuit de Singapur, del 21 al 23 de setembre del 2012.

## Resultats de la qualificació
| Pos                                    | No | Pilot              | Constructor           | Part 1   | Part 2   | Part 3      | Sortida |
| -------------------------------------- | -- | ------------------ | --------------------- | -------- | -------- | ----------- | ------- |
| 1                                      | 4  | Lewis Hamilton     | McLaren-Mercedes      | 1:48.285 | 1:46.665 | 1:46.362    | 1       |
| 2                                      | 18 | Pastor Maldonado   | Williams-Renault      | 1:49.494 | 1:47.602 | 1:46.804    | 2       |
| 3                                      | 1  | Sebastian Vettel   | Red Bull-Renault      | 1:48.240 | 1:46.791 | 1:46.905    | 3       |
| 4                                      | 3  | Jenson Button      | McLaren-Mercedes      | 1:49.381 | 1:47.661 | 1:46.939    | 4       |
| 5                                      | 5  | Fernando Alonso    | Ferrari               | 1:49.391 | 1:47.567 | 1:47.216    | 5       |
| 6                                      | 11 | Paul di Resta      | Force India-Mercedes  | 1:48.028 | 1:47.667 | 1:47.241    | 6       |
| 7                                      | 2  | Mark Webber        | Red Bull-Renault      | 1:48.717 | 1:47.513 | 1:47.475    | 7       |
| 8                                      | 10 | Romain Grosjean    | Lotus F1 Team-Renault | 1:47.668 | 1:47.529 | 1:47.788    | 8       |
| 9                                      | 7  | Michael Schumacher | Mercedes GP           | 1:49.546 | 1:47.823 | Sense temps | 9       |
| 10                                     | 8  | Nico Rosberg       | Mercedes GP           | 1:49.463 | 1:47.943 | Sense temps | 10      |
| 11                                     | 12 | Nico Hülkenberg    | Force India-Mercedes  | 1:49.547 | 1:47.975 |             | 11      |
| 12                                     | 9  | Kimi Räikkönen     | Lotus F1 Team-Renault | 1:48.169 | 1:48.261 |             | 12      |
| 13                                     | 6  | Felipe Massa       | Ferrari               | 1:49.767 | 1:48.344 |             | 13      |
| 14                                     | 15 | Sergio Pérez       | Sauber-Ferrari        | 1:49.055 | 1:48.505 |             | 14      |
| 15                                     | 16 | Daniel Ricciardo   | Toro Rosso-Ferrari    | 1:49.023 | 1:48.774 |             | 15      |
| 16                                     | 17 | Jean-Éric Vergne   | Toro Rosso-Ferrari    | 1:49.564 | 1:48.849 |             | 16      |
| 17                                     | 19 | Bruno Senna        | Williams-Renault      | 1:49.809 | no time  |             | 221     |
| 18                                     | 14 | Kamui Kobayashi    | Sauber-Ferrari        | 1:49.933 |          |             | 17      |
| 19                                     | 21 | Vitali Petrov      | Caterham-Renault      | 1:50.846 |          |             | 18      |
| 20                                     | 20 | Heikki Kovalainen  | Caterham-Renault      | 1:51.137 |          |             | 19      |
| 21                                     | 24 | Timo Glock         | Marussia-Cosworth     | 1:51.370 |          |             | 20      |
| 22                                     | 25 | Charles Pic        | Marussia-Cosworth     | 1:51.762 |          |             | 21      |
| 23                                     | 23 | Narain Karthikeyan | HRT-Cosworth          | 1:52.372 |          |             | 23      |
| 24                                     | 22 | Pedro de la Rosa   | HRT-Cosworth          | 1:53.355 |          |             | 241     |
| temps per la regla del 107% : 1:55.226 |    |                    |                       |          |          |             |         |
| Font:F1                                |    |                    |                       |          |          |             |         |

Notes:
- ^1  — Bruno Senna i Pedro de la Rosa han estat penalitzats amb 5 posicions per substituir la caixa de canvis[2][3]

## Resultats de la Cursa
| Pos       | No | Pilot              | Constructor           | Voltes | Temps / Retirada  | Pos.Sortida | Punts |
| --------- | -- | ------------------ | --------------------- | ------ | ----------------- | ----------- | ----- |
| 1         | 1  | Sebastian Vettel   | Red Bull-Renault      | 59     | 2h 00' 26. 144    | 3           | 25    |
| 2         | 3  | Jenson Button      | McLaren-Mercedes      | 59     | + 8.959 s         | 4           | 18    |
| 3         | 5  | Fernando Alonso    | Ferrari               | 59     | + 15.227 s        | 5           | 15    |
| 4         | 11 | Paul di Resta      | Force India-Mercedes  | 59     | + 19.063 s        | 6           | 12    |
| 5         | 8  | Nico Rosberg       | Mercedes GP           | 59     | + 34.784 s        | 10          | 10    |
| 6         | 9  | Kimi Räikkönen     | Lotus F1 Team-Renault | 59     | + 35.759 s        | 12          | 8     |
| 7         | 10 | Romain Grosjean    | Lotus F1 Team-Renault | 59     | + 36.698 s        | 8           | 6     |
| 8         | 6  | Felipe Massa       | Ferrari               | 59     | + 42.829 s        | 13          | 4     |
| 9         | 16 | Daniel Ricciardo   | Toro Rosso-Ferrari    | 59     | + 45.820 s        | 15          | 2     |
| 10        | 15 | Sergio Pérez       | Sauber-Ferrari        | 59     | + 50.619 s        | 14          | 1     |
| 11        | 2  | Mark Webber        | Red Bull-Renault      | 59     | + 1' 07.175 min.1 | 7           |       |
| 12        | 24 | Timo Glock         | Marussia-Cosworth     | 59     | + 1' 31.918 min.  | 20          |       |
| 13        | 14 | Kamui Kobayashi    | Sauber-Ferrari        | 59     | + 1' 37.141 min.  | 17          |       |
| 14        | 12 | Nico Hülkenberg    | Force India-Mercedes  | 59     | + 1' 39.413 min.  | 11          |       |
| 15        | 20 | Heikki Kovalainen  | Caterham-Renault      | 59     | + 1' 47.467 min.  | 19          |       |
| 16        | 25 | Charles Pic        | Marussia-Cosworth     | 59     | +2' 12.925 min.2  | 21          |       |
| 17        | 22 | Pedro de la Rosa   | HRT-Cosworth          | 58     | + 1 Volta         | 24          |       |
| 18        | 19 | Bruno Senna        | Williams-Renault      | 57     | Motor             | 22          |       |
| 19        | 21 | Vitali Petrov      | Caterham-Renault      | 57     | + 2 Voltes        | 18          |       |
| Ret       | 17 | Jean-Éric Vergne   | Toro Rosso-Ferrari    | 39     | Col·lisió         | 16          |       |
| Ret       | 7  | Michael Schumacher | Mercedes GP           | 39     | Col·lisió         | 9           |       |
| Ret       | 18 | Pastor Maldonado   | Williams-Renault      | 36     | Hidràulics        | 2           |       |
| Ret       | 23 | Narain Karthikeyan | HRT-Cosworth          | 30     | Accident          | 23          |       |
| Ret       | 4  | Lewis Hamilton     | McLaren-Mercedes      | 22     | Caixa de canvis   | 1           |       |
| Font : F1 |    |                    |                       |        |                   |             |       |

Notes:
- ^1  — A Mark Webber li han afegit 20 segons al seu temps final per haver tallar una corba per passar a Kamui Kobayashi.[4]
- ^2  — A Charles Pic li han afegit 20 segons al seu temps final per sobrepassar unaltre cotxe amb banderes vermelles al final de la sessió d'entrenaments lliures.[5]

## Classificació del mundial després de la cursa
| Pos | Pilot            | Punts |
| --- | ---------------- | ----- |
| 1   | Fernando Alonso  | 194   |
| 2   | Sebastian Vettel | 165   |
| 3   | Kimi Räikkönen   | 149   |
| 4   | Lewis Hamilton   | 142   |
| 5   | Mark Webber      | 132   |

| Pos | Constructor           | Punts |
| --- | --------------------- | ----- |
| 1   | Red Bull-Renault      | 297   |
| 2   | McLaren-Mercedes      | 261   |
| 3   | Ferrari               | 245   |
| 4   | Lotus F1 Team-Renault | 231   |
| 5   | Mercedes GP           | 136   |

- Nota: Només s'inclouen els 5 primers de cada classificació. Per veure-la completa aneu a Temporada 2012 de Fórmula 1

## Altres
- Pole: Lewis Hamilton 1' 46. 362

- Volta ràpida: Nico Hülkenberg 1' 51. 033 (a la volta 52)